# Josep Rius i Serra
Josep Rius i Serra (Vic, 1891 – Vic, 1966) fou prevere.
Estudià a Vic la carrera eclesiàstica i Filosofia i Lletres a la Universitat de Barcelona i s'especialitzà en arxivística. Doctor en ciències històriques per la Universitat de Madrid. El Sant Pare Pius XI el nomenà arxiver de la secció d'història de la Congregació de Ritus (1930). Canonge arxipreste de la catedral de Vic. Protonotari apostòlic <adinstar participatium>. Feu el discurs biogràfic de Jaume Callís en la sessió de col·locació del seu retrat a la Galeria de Vigatans Il·lustres. És autor de moltes obres i treballs en les seves especialitats. Manà construir l'altar i la imatge de Sant Josep, obra de Joan Seguranyes, en la catedral vigatana.